# Lankwitz

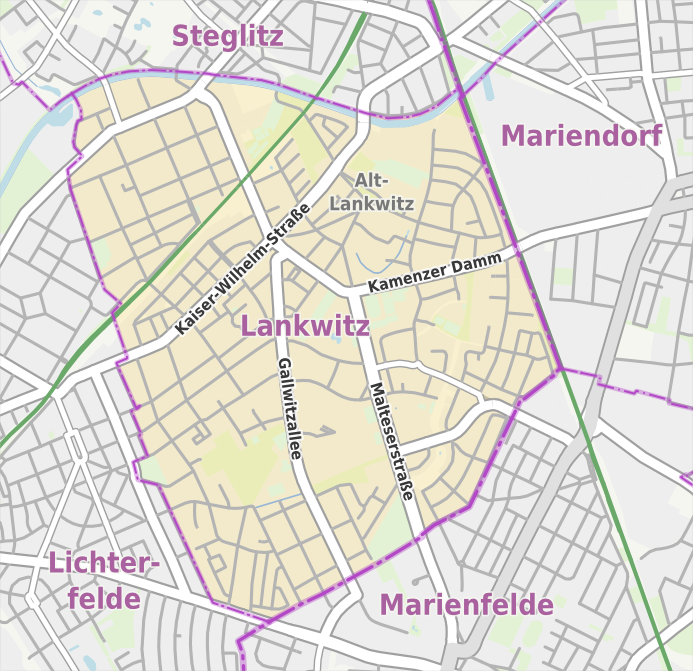
Mappa del quartiere

Lankwitz è un quartiere (Ortsteil) di Berlino, appartenente al distretto (Bezirk) di Steglitz-Zehlendorf.

## Geografia fisica
Lankwitz si trova nella periferia meridionale di Berlino. Confina con i quartieri di Steglitz (da cui lo divide il Teltowkanal), Lichterfelde, Mariendorf, Marienfelde e, per un brevissimo tratto a nord-est, Tempelhof.

## Storia
I primi insediamenti umani conosciuti sono di origine slava (infatti, il nome del luogo deriva dalla parola slava Lakovica, il cui significato è prato paludoso) e le prime menzioni in documenti ufficiali risalgono al XIII secolo. Il villaggio di Lankwitz fu in questo periodo di proprietà del monastero benedettino di Spandau, fino a quando, come conseguenza della secolarizzazione dei beni ecclesiastici in Germania, passò nel 1558 all'ufficio (Amt) di Spandau. Dal 1747 al 1874 fu sotto il controllo e l'amministrazione dell'ufficio di Mühlenhof, poi di quello di Mariendorf fino al 1908 e, infine, del borgo di Steglitz.
Importante per l'evoluzione di Lankwitz nel XIX secolo fu il mercante Felix Rosenthal che, intorno al 1870, qui acquistò numerosi terreni, suddividendoli in lotti, la vendita e lo sviluppo dei quali portarono l'abitato a trasformarsi da villaggio agricolo a località suburbana.
Nel 1920 Lankwitz entrò a far parte della "Grande Berlino", venendo assegnata al distretto di Steglitz. A partire dalla riforma amministrativa della città di Berlino del 2001 venne inclusa nel nuovo distretto di Steglitz-Zehlendorf.

## Luoghi d'interesse

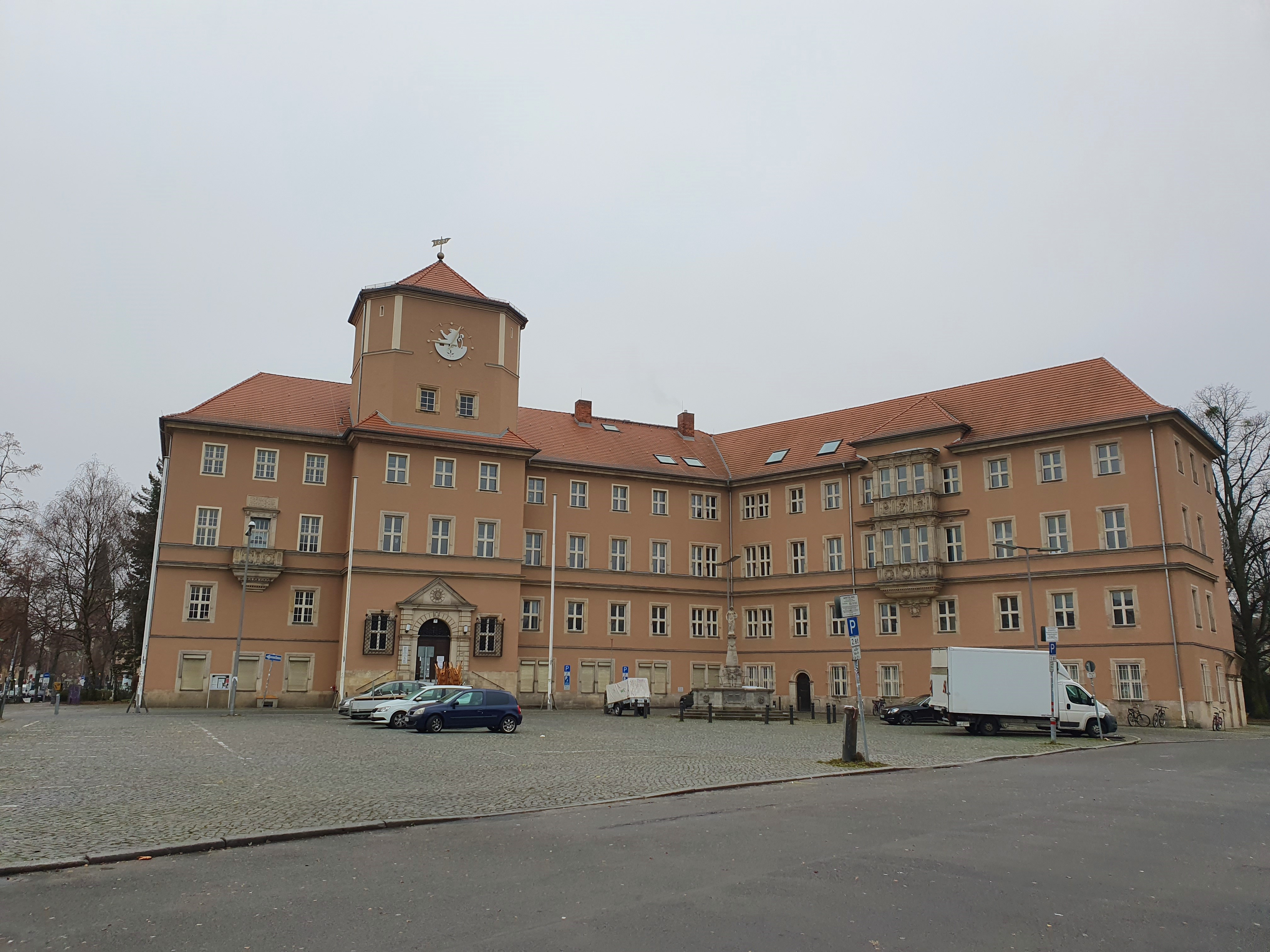
Municipio di Lankwitz

### Architetture civili
- Herrenhaus Correns (nota anche come Siemensvilla), villa di ispirazione storicista costruita nel 1913-1916 dall'uomo d'affari Friedrich Christian Correns, è stata in seguito di proprietà della famiglia Siemens, della Germania nazista e poi della Repubblica Federale Tedesca. Ha ospitato fino al 2010 gli Archivi musicali tedeschi (Deutsches Musikarchiv). Oggi è sede di due università private.
- Municipio di Lankwitz, costruito a inizio XX secolo nello stile del Rinascimento tedesco. Pesantemente danneggiato durante la seconda guerra mondiale, è stato ricostruito nel 1953 con modifiche sostanziali del tetto e della torre dell'orologio e una facciata dall'aspetto più semplice[4][5]. Attualmente ospita gli uffici distrettuali per i servizi sociali e per lo sviluppo urbano.

### Architetture religiose
- Dorfkirche Lankwitz (letteralmente chiesa del villaggio di Lankwitz), risalente al XIII secolo, è la più antica di tutto il distretto. La chiesa, di rito evangelico, fu quasi completamente distrutta da un bombardamento aereo nel 1943. È stata ricostruita (con lievi modifiche) e infine reinaugurata nel 1956.
- Dreifaltigkeitskirche (chiesa della Santa Trinità), chiesa evangelica costruita a inizio XX secolo e riparata dopo i bombardamenti del secondo conflitto mondiale.

### Aree naturali
- Parco Municipale, istituito a inizio XX secolo, ospita un memoriale ai caduti delle guerre mondiali inizialmente inaugurato nel 1926 e successivamente dichiarato costruzione di interesse storico.

## Cultura

### Musei
- Museo dell'Energia di Berlino (Energie-Museum Berlin), fondato nel 2001 e ospitato in una centrale elettrica costruita nel 1910-1911.

### Università
- BSP Business School Berlin - Hochschule für Management, università privata fondata nel 2009 con sede nella Siemensvilla.
- Campus Lankwitz, sede dell'Istituto di Scienze Geologiche e dell'Istituto di Scienze Geografiche della Freie Universität.
- MSB Medical School Berlin - Hochschule für Gesundheit und Medizin, università privata fondata nel 2012 con sede nella Siemensvilla.

## Infrastrutture e trasporti

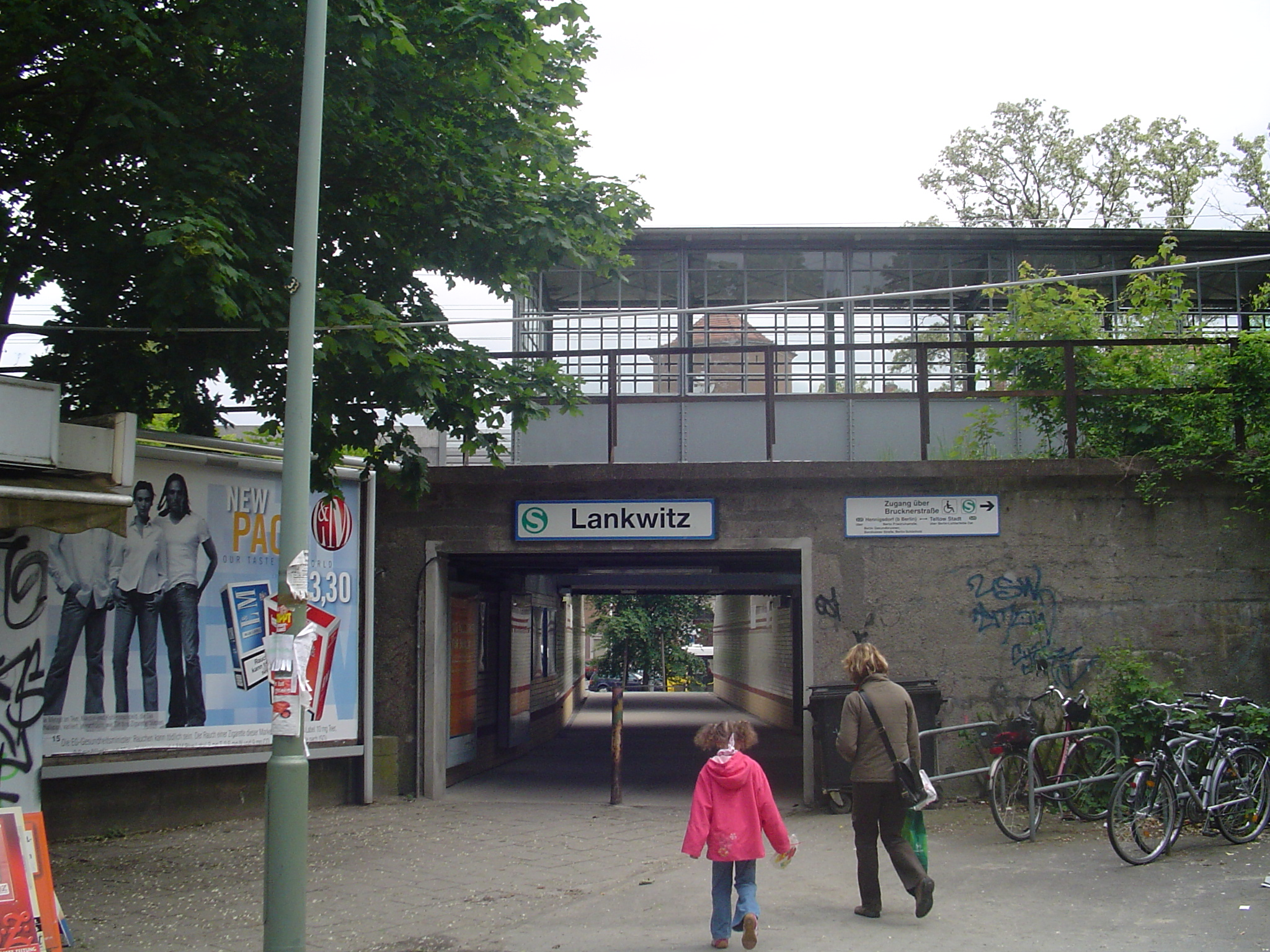
La stazione della S-Bahn di Berlino Lankwitz

### Stazioni dellaS-Bahn
- Lankwitz (linee S25, S26)